# کریستیان کلیس
کریستیان کلیس (انگلیسی: Christian Klees؛ زادهٔ ۲۴ ژوئن ۱۹۶۸) تیرانداز اهل آلمان بود.
وی در مسابقات بین‌المللی در مجموع برندهٔ ۱ مدال طلا شده‌است.